# Human Horizons
Human Horizons Technology – це китайська компанія з виробництва електромобілів, що базується в Шанхаї та виробляє електромобілі під брендом HiPhi.  Він керує своїм інтелектуальним заводом з виробництва та складання в Яньчен, Цзянсу, а також заводом із виробництва прототипів запчастин у Цзіньцяо, Шанхай.

## Історія
Human Horizons було засновано Дін Леєм у серпні 2017 року.
Штаб-квартира компанії знаходиться в Шанхаї.  25 жовтня 2018 року компанія отримала назву Human Horizons разом із трьома концепт-карами Human Horizons. 
31 липня 2019 року бренд HiPhi був запущений разом із першим концепт-каром HiPhi 1. 
У вересні 2020 року Human Horizons випустила HiPhi X, розкішний повністю електричний автомобіль.  8 травня 2021 року HiPhi X почали надходити китайським автовласникам. 6 листопада того ж року Human Horizons запустив HiPhi Z.  31 березня 2022 року був випущений HiPhi Z GT. 
У квітні 2023 року дебютувала третя модель компанії, розташована під флагманом «X», великий кросовер HiPhi Y.  Паралельно компанія оголосила про плани розпочати продажі в Європі, починаючи з моделі «X».  У листопаді 2023 року дебютувала високопродуктивна версія «Z» під назвою HiPhi A.
На початку 2024 року Human Horizons опинилася у складній фінансовій ситуації, що спонукало керівництво компанії до радикальних заходів щодо скорочення витрат. У січні компанія закрила два своїх великих виставкових зали в стилі виставкових залів у Ченду та Гуанчжоу , а також була змушена призупинити всю роботу науково-дослідного центру.  Через місяць Human Horizons офіційно підтвердила, що призупиняє всі операції, починаючи від розробки нових продуктів і закінчуючи виробництвом поточних автомобілів на наступні 6 місяців. Крім того, персонал отримав скорочення зарплати до 70% від зарплати, що спонукало співробітників шукати нового роботодавця.
Після безуспішного пошуку нових власників, розглядаючи або продаж акцій, або вступ у співпрацю в рамках спільного підприємства , на початку серпня 2024 року Human Horizons оголосила про банкрутство. 